# Odetta
Odetta, ook Odetta Holmes, Odetta Felious en  Odetta Gordon, (Birmingham (Alabama), 31 december 1930 – New York, 2 december 2008) was een Amerikaans actrice, gitariste, componiste en militant activiste voor de burgerrechten. Zij werd "de stem van de beweging voor de burgerrechten" genoemd. Haar repertoire bestaat grotendeels uit Amerikaanse folkmuziek, blues, jazz en negrospirituals. In de jaren 1950 en 1960 was zij een referentie voor de folkmuziek en beïnvloedde zij artiesten, zoals Bob Dylan, Joan Baez en Janis Joplin.

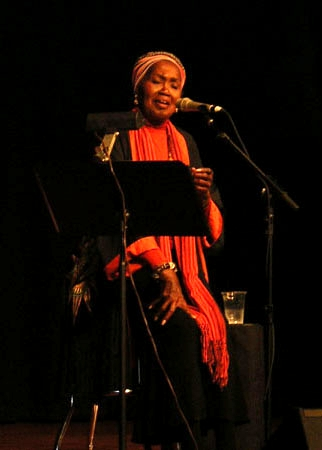
Odetta, Kent State Folk Festival 2006

## Biografie
Odetta is opgegroeid in Los Angeles en studeerde daar muziek aan het Los Angeles City College. In 1944-1948 was zij lid van het Hollywood Turnabout Puppet Theatre, samen met Elsa Lanchester. Vanaf 1950 hield zij zich bezig met folk en raakte stilaan bekend in de Verenigde Staten; in de Blue Angel Nightclub (New York), de Hungry I (San Francisco) en de Tin Angel (San Francisco), waar zij in 1954 samen met Larry Mohr de plaat Odetta and Larry opnam bij Fantasy Records. Nadien volgde een solocarrière met Odetta Sings Ballads and Blues (1956) en At the Gate of Horn (1957). Odetta Sings Folk Songs was in 1963 een van de meest verkochte folkplaten. Haar bekendheid in Europa is echter verbonden met de internationale hit die ze in 1961 samen met Harry Belafonte scoorde met de traditional There's a Hole in My Bucket.
Zij stierf in december 2008 aan een hartziekte.

## Discografie

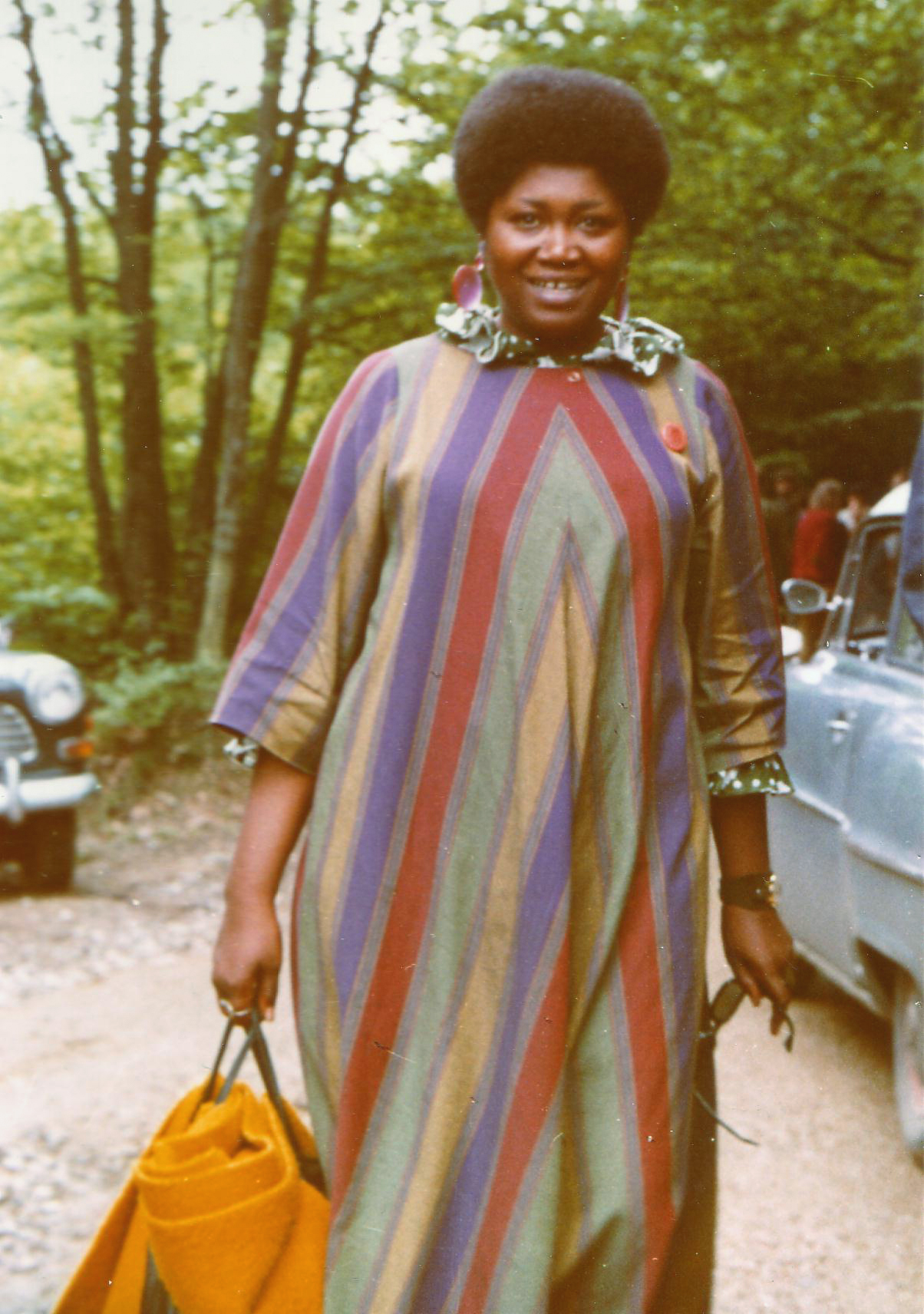
Odetta (Burg Waldeck-Festival 1968, Germany)

** = Grammy nominatie

*** = Grammy winnaar

### Studio- & livealbums
- 1954 The Tin Angel (met Larry Mohr)
- 1956 Odetta Sings Ballads and Blues
- 1957 At the Gate of Horn
- 1959 My Eyes Have Seen
- 1960 Ballad For Americans and Other American Ballads
- 1960 Odetta at Carnegie Hall (live)
- 1960 Christmas Spirituals
- 1962 Odetta and The Blues
- 1962 Sometimes I Feel Like Cryin'
- 1962 Odetta At Town Hall (live)
- 1963 One Grain of Sand
- 1963 Odetta Sings Folk Songs
- 1964 It's a Mighty World
- 1964 Odetta Sings of Many Things
- 1965 Odetta Sings Dylan
- 1966 Odetta in Japan (live)
- 1967 Odetta
- 1968 Odetta Sings the Blues
- 1970 Odetta Sings
- 1976 Odetta at the Best of Harlem (live)
- 1987 Movin' It On
- 1998 To Ella (live)

Ook uitgebracht als Odetta & American Folk Pioneer
- 1999 Blues Everywhere I Go **
- 2001 Looking For a Home
- 2002 Women in (E)motion
- 2005 Gonna Let It Shine **

### Verzamelplaten
- 1963 Odetta
- 1967 The Best of Odetta
- 1973 The Essential Odetta (live)

dit album is een combinatie van de albums Carnegie Hall & Town Hall
- 1994 The Best of Odetta: Ballads and Blues
- 1999 The Best of the Vanguard Years
- 2000 Livin' with the Blues
- 2000 Absolutely the Best
- 2002 The Tradition Masters
- 2003 American Folk Pioneer (een heruitgave van To Ella)
- 2006 Best of the M.C. Records Years 1999-2005
- 2007 Vanguard Visionaries

### Albums met Odetta
- 1959 Newport Folk Festival
- 1960 Belafonte Returns To Carnegie Hall (Harry Belafonte) 
Tracks: "I've Been Driving On Bald Mountain", "Water Boy", "There's a hole in the bucket"
- 1960 Folk Festival At Newport Vol. 2
- 1962 Folk Song and Minstrelsy
- 1963 Jimmy Witherspoon
Track: duet on "Lonesome Road."
- 1964 We Shall Overcome: The March on Washington ***
Tracks: "Freedom Trilogy": "I'm on My Way", "Come and Go with Me" & "Oh Freedom".
- 1968 A Tribute To Woodie Guthrie Vol. 1 **
Track:"This Land Is Your Land/Narration" (with Arlo Guthrie & co. and Will Geer)
- 1970 A Tribute To Woodie Guthrie Vol. 2, "Pastures of Plenty"
- 1972 Greatest Songs of Woody Guthrie
- 1976 Aftertones (Janis Ian)
- 1987 Songs of the Working People
- 1987 Greatest Folksingers of the 'Sixties **
Track:"John Henry"
- 1988 Greenwich Folk Festival
- 1993 Other Voices, Other Rooms (Nanci Griffith) **
- 1993 Rare, Live and Classic (Joan Baez)
- 1994 Freedom is a Constant Struggle
- 1995 Scenes from a Scene: Greenwich Village
- 1995 A Folksinger's Christmas
- 1995 Assassins in the Kingdom (Michael Jonathan)
- 1996 At Home/Around the World (David Amram & Friends)
- 1996 Il Vangelo Secondo Matteo (Luis Bacalov) - soundtrack van Il Vangelo Secondo Matteo
- 1997 Mojo Club: V.4 Light My Fire
- 1998 Other Voices TOO (Nanci Griffith)
- 1998 Miriam McKeba-Odetta (Harry Belafonte)
- 1998 Giants of Folk: Leadbelly/Guthrie/Odetta
- 1998 Where Have All the Flowers Gone
- 1998 Original Seeds: Songs that Inspired Nick Cave
- 1998 Folk Hits of the 1960s
- 2000 Sounds of a Better World
- 2000 The Ballad of Ramblin' Jack **
- 2000 Hyacinths and Thistles (the 6ths)
Track: "Waltzing Me All The Way Home"
- 2000 Women of Silverworlf
- 2000 Rollin' Into Memphis: Songs of John Hiatt
- 2000 Gospel
- 2000 Route 50: Driving New Routes
- 2000 Queens of the Blues
- 2001 Roger McGuinn: Treasures from the Folk Den **
- 2001 Washington Square Memories
- 2001 Jazz Ladies
- 2001 Say Yo' Business
- 2001 Philadelphia Folk Festival: 40th Anniversary
- 2001 Say It Out Loud
- 2001 Folk Music
- 2001 Sounds of a Better World (Small Voices Calling)
- 2002 Blues Treasures
- 2002 This Land Is Your Land
- 2002 Soul & Inspiration
- 2003 Broken Hearted Blues
- 2003 Blues Had a Baby & It's Rock 'n Roll
- 2003 In the Wind
- 2003 Beginner's Guide to Folk Music
- 2003 Seeds: The Songs of Pete Seeger
- 2003 Respond II
- 2003 The Prestige Blues Sampler
- 2003 Corner of Bleeker and Blues
- 2003 Best of M.C. Records 1996-2002
- 2003 Let Freedom Sing
- 2003 Best of Kerrville Festival
- 2003 Patriot's Songbook
- 2003 Blue Box of Blues
- 2003 Shout Sister Shout: Rosetta Tharpe Tribute
- 2004 Baby Don't Tear My Clothes (James Cotton)
- 2004 Ladies Man (Pinetop Perkins) **
- 2004 My Country Awake: Freedom Compilation
- 2004 Eric Bibb & Friends
- 2004 Salute to the Blues: Listening in the Bottle
- 2005 Folk: The Life, Times & Music Series

- Bibsys: 7075253
- Biblioteca Nacional de España: XX1421051
- Bibliothèque nationale de France: cb139329194 (data)
- Gemeinsame Normdatei: 134475992
- International Standard Name Identifier: 0000 0000 6158 109X
- Library of Congress Control Number: no92003124
- MusicBrainz: e81906c6-cba2-44ec-9e39-29737754d809
- Nationale Bibliotheek van Tsjechië: xx0097983
- Nationale bibliotheek van Australië: 64406271
- Nationale Bibliotheek van Israël: 987007410100205171
- Nationale Bibliotheek van Polen: a0000003398883
- Nederlandse Thesaurus van Auteursnamen: 072471069
- Istituto Centrale per il Catalogo Unico: DDSV033014
- SNAC: w6088db2
- Système universitaire de documentation: 172574706
- Trove: 1775188
- Virtual International Authority File: 19869346